# Shān Kabūd
Shān Kabūd (persiska: شان كَبود, شان کبود) är en ort i Iran.   Den ligger i provinsen Ilam, i den västra delen av landet, 500 km sydväst om huvudstaden Teheran. Shān Kabūd ligger 1 390 meter över havet och antalet invånare är 136.
Terrängen runt Shān Kabūd är lite bergig. Runt Shān Kabūd är det ganska tätbefolkat, med 108 invånare per kvadratkilometer. Närmaste större samhälle är Īlām, 8,9 km norr om Shān Kabūd. Omgivningarna runt Shān Kabūd är i huvudsak ett öppet busklandskap.